# Antic Molí de Bolvir
L'Antic Molí de Bolvir és una obra del municipi de Bolvir (Cerdanya) inclosa en l'Inventari del Patrimoni Arquitectònic de Catalunya.

## Descripció
Es tracta d'un molí de planta quadrangular de dues estructures amb murs paredats i sostre de dues vessants. A mitjans de la dècada dels anys 90, els propietaris de l'immoble van realitzar obres de consolidació a l'edifici, reformant totalment la teulada, i relligant les antigues parets existents. L'interior de l'edifici és buit, amb estructures de fusta que aguanten l'estructura d'un primer pis i l'altell.
S'alimentava per una séquia situada a la part posterior, que encara perdura i s'utilitza per regar els camps adjacents. S'entreveuen les antigues voltes d'entrada i sortida d'aigua a les parets reformades de l'edifici. Sembla que els darrers anys de funcionament de l'edifici va ser com a serradora, i que l'activitat de molí es va traslladar al nou Molí, situat bastant a prop. Actualment s'utilitza ocasionalment com a refugi d'un ramat d'ovelles per l'arrendatari dels terrenys.